# Batalha de Đồng Đăng (1885)
A Batalha de Đồng Đăng (23 de fevereiro de 1885) foi uma importante vitória francesa durante a Guerra Sino-Francesa. Ela recebeu esse nome em referência à cidade de Đồng Đăng, então localizada no norte do Tonquim, perto da fronteira entre a China e o Vietnã.

## Antecedentes
A batalha foi travada como um prolongamento da Campanha de Lạng Sơn (3 a 13 de fevereiro de 1885), na qual os franceses capturaram a base do Exército de Guangxi em Lạng Sơn.
Em 16 de fevereiro, o general Louis Brière de l'Isle, comandante do Corpo Expedicionário do Tonquim, deixou Lạng Sơn com a 1.ª Brigada de Giovanninelli para aliviar o Cerco de Tuyên Quang. Antes de partir, ordenou ao general Oscar de Négrier—que permaneceria em Lạng Sơn com a 2.ª Brigada—que avançasse em direção à fronteira chinesa e expulsasse o que restava do Exército de Guangxi do solo tonquineso. Após reabastecer a 2.ª Brigada com comida e munição, De Négrier avançou para atacar o Exército de Guangxi em Đồng Đăng.

## Forças francesas em Đồng Đăng
A 2.ª Brigada de De Négrier contava com pouco menos de 2.900 homens em fevereiro de 1885. Sua ordem de batalha era a seguinte:
- 3.º Regimento de Marcha (Tenente-coronel Herbinger)
  - 23.º Batalhão de Linha (Tenente-coronel Godart)
  - 111.º Batalhão de Linha (chef de bataillon Faure)
  - 143.º Batalhão de Linha (chef de bataillon Farret)
- 4.º Regimento de Marcha (Tenente-coronel Donnier)
  - 2.º Batalhão da Legião Estrangeira (chef de bataillon Diguet)
  - 3.º Batalhão da Legião Estrangeira (Tenente-coronel Schoeffer)
  - 2.º Batalhão de Infantaria Ligeira Africana (chef de bataillon Servière)
- 1.º Batalhão, 1.º Regimento de Fuzileiros Tonquineses (chef de bataillon Jorna de Lacale)
- 3 baterias de artilharia (Capitães Roperh, de Saxcé e Martin).[3]

De Négrier avançou sobre Đồng Đăng com os três batalhões de linha de Herbinger, os dois batalhões da Legião Estrangeira, uma companhia de fuzileiros tonquineses e as baterias de Roperh e de Saxcé. O 2.º Batalhão Africano de Servière ficou para guardar Lạng Sơn e a linha de suprimentos da brigada de volta a Chu. A bateria de Martin também permaneceu em Lạng Sơn.

## Posições chinesas
Os chineses estabeleceram uma posição extremamente forte, centrada em um planalto de calcário de aproximadamente 300 metros de altura (980 pés) altura, que se erguia imediatamente a oeste da Estrada Mandarim e seguia ao norte, de Đồng Đăng até o Portão da China e além, na própria China. Esse maciço dominava Đồng Đăng e as aproximações ao Portão da China, apresentando uma face de penhasco íngreme voltada para sudeste. Era acessível apenas pelo lado ocidental, e os chineses haviam instalado uma posição de artilharia protegida em seu cume, logo atrás de Đồng Đăng, para dominar as encostas ocidentais que um atacante teria de escalar. Havia ainda acampamentos de infantaria e outras posições de artilharia no topo.
A esquerda da posição chinesa estendia-se pelas colinas imediatamente a leste da Estrada Mandarim, cobertas pelas posições elevadas de infantaria e artilharia no maciço de calcário. Essas posições eram seguras contra um ataque frontal, desde que o próprio maciço permanecesse sob controle chinês. Para chegar a uma posição de onde pudessem assaltar o maciço de calcário, os franceses primeiro teriam de tomar Đồng Đăng, que ficava diretamente em seu caminho. Para fortalecer a defesa da cidade, os chineses construíram três fortes nas colinas a oeste, com vista para as aldeias de Dong Tien e Pho Bu e o vale de That Ke. Essas fortificações — os “Fortes Ocidentais” — estavam ligadas por uma linha defensiva que incluía a própria Đồng Đăng. Além disso, o riacho Đồng Đăng, correndo rápido, servia como um fosso natural para retardar qualquer ataque francês.

## A Batalha de Đồng Đăng, 23 de fevereiro de 1885

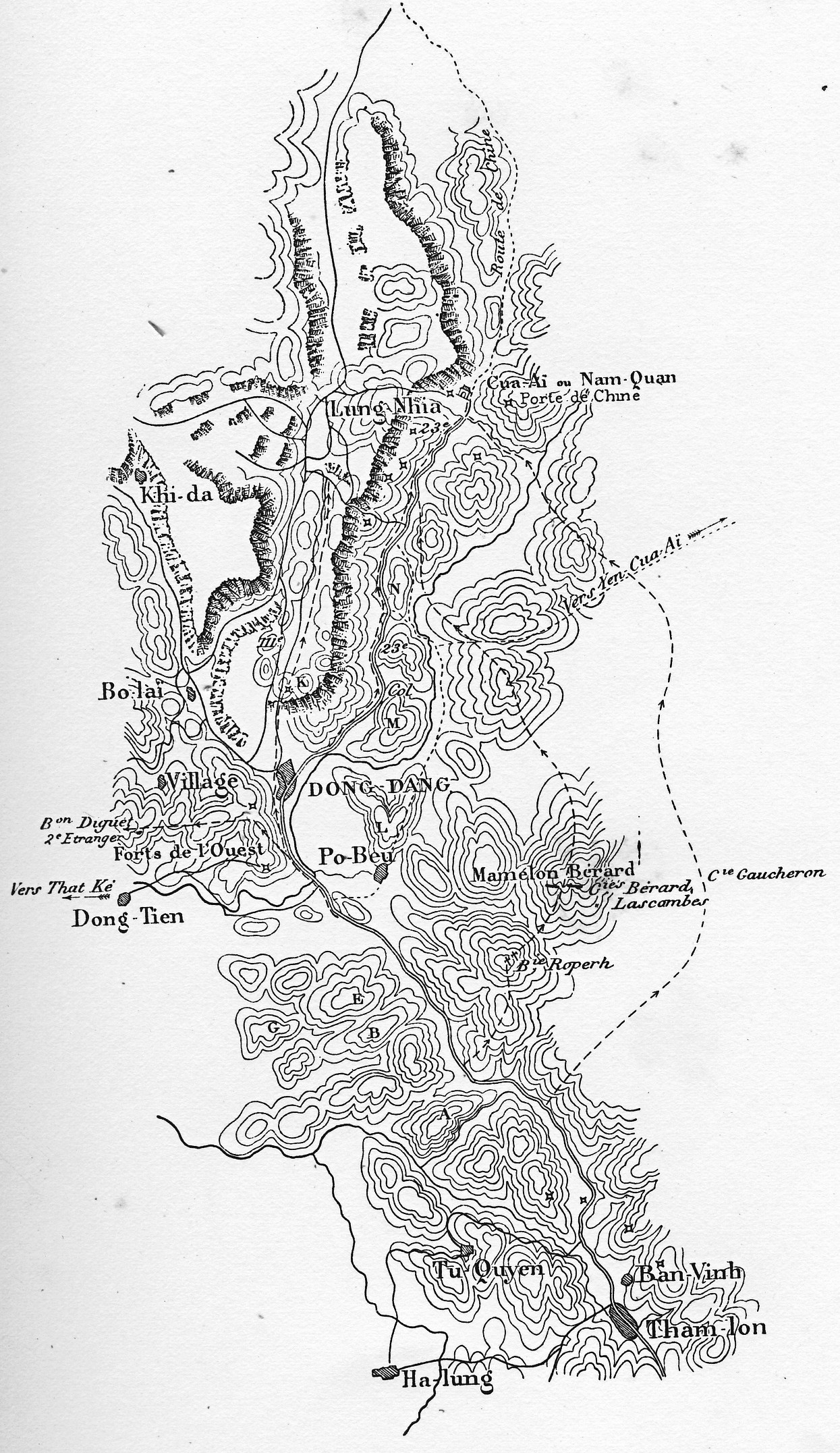
Mapa da Batalha de Đồng Đăng, 23 de fevereiro de 1885

A coluna de ataque francesa saiu de Lạng Sơn às 8h de 23 de fevereiro e seguiu pela Estrada Mandarim em direção a Đồng Đăng. A estrada serpenteava pelos desfiladeiros entre as montanhas íngremes, passando por várias pequenas aldeias abandonadas. Para prevenir um possível ataque-surpresa chinês, o chef de bataillon Tonnot liderou o caminho com uma vanguarda excepcionalmente forte — o batalhão de Diguet (Legião Estrangeira), a bateria de de Saxcé, os fuzileiros tonquineses e a cavalaria. Herbinger seguia logo atrás com o restante da infantaria e a bateria de Roperh. O 143.º Batalhão foi dividido em companhias individuais para a operação do dia: uma avançou com o corpo principal, outra compôs a retaguarda e as duas restantes foram destacadas como escoltas para as baterias de artilharia.
Por volta das 9h30, a vanguarda francesa entrou na vila de Tham Lon e identificou alguns fortes chineses desocupados acima do povoado de Ban Vinh. Logo em seguida, envolveu-se em escaramuças com tropas chinesas, que abriram fogo para alertar seus companheiros sobre a aproximação francesa. Embora o fogo inicial não tivesse sido perigoso, os chineses recuaram para uma elevação em ângulo reto com a estrada, recebendo reforços. Tonnot posicionou uma seção da bateria de de Saxcé para apoio, mas o inimigo retirou-se mais adiante, permitindo que os franceses continuassem a avançar enquanto buscavam um terreno adequado para desdobrar suas forças.
(... todo o texto da narrativa da batalha permanece traduzido em português ...)

## Baixas
As baixas francesas em Đồng Đăng foram leves: 9 mortos e 46 feridos.

## A destruição do Portão da China, 25 de fevereiro de 1885
Após expulsar os chineses do território tonquim, os franceses cruzaram brevemente para a província de Guangxi. A notícia de que os franceses estavam em solo chinês causou pânico em Longzhou (Lung-chou, 龍州) e em outras cidades provinciais próximas à fronteira com o Vietnã. Muitos civis chineses abandonaram suas casas e fugiram pelo rio Oeste para escapar dos invasores.
Em 25 de fevereiro, os franceses explodiram o “Portão da China”, um edifício aduaneiro chinês elaborado, situado na fronteira Tonquim–Guangxi no Passo de Zhennan. De Négrier ergueu uma placa de madeira sobre as ruínas do Portão, inscrita em chinês com as palavras: “Não são muros de pedra que protegem fronteiras, mas a fiel execução dos tratados”. A mensagem aludia ao Incidente de Bắc Lệ em junho de 1884, que, para os franceses, foi uma traição aos termos do Acordo de Tientsin, assinado entre a França e a China em 11 de maio de 1884.
A 2.ª Brigada não era forte o suficiente para avançar mais para o interior da China, de modo que De Négrier retornou a Lạng Sơn com a maior parte de suas tropas no fim de fevereiro. Uma pequena guarnição francesa sob o comando do Tenente-coronel Herbinger permaneceu em Đồng Đăng para observar os movimentos do Exército de Guangxi.
Três semanas depois, os chineses atacaram a guarnição de Đồng Đăng, desencadeando uma série de eventos que levaria à derrota francesa na Batalha de Bang Bo (24 de março de 1885).